# 野口貴史
野口 貴史（のぐち たかし、1938年10月18日 - 2020年4月28日）は、日本の俳優。
愛媛県西条市出身。本名（旧名義）は野口 泉（のぐち いずみ）。

## 来歴・人物
東宝芸能学校卒業後、鶴田浩二の付き人になる。
東映へ入社すると、本名で1963年より始まるヤクザ映画に多数出演。
1969年の後半より改名。
「仁義なき戦いシリーズ」では、第1作から第5作『仁義なき戦い 完結篇』までに出演し、第1作から『仁義なき戦い 頂上作戦』（第4作）までは広能昌三に仕える忠実な子分・岩見益夫役を演じた。
ピラニア軍団の一員でもあった。
2020年死去。

## 出演作品

### 映画
- ギャング対Ｇメン 集団金庫破り（1963年2月23日）　-　バーテン
- 暗黒街最大の決闘（1963年）
- 監獄博徒（1964年10月21日） - 九州組々員
- 大忍術映画 ワタリ（1966年7月21日） - 下忍
- 兄弟仁義 関東三兄弟（1966年12月31日） - 三峰大介
- 解散式（1967年4月1日） - 愚連隊C
- 兄弟仁義 続・関東三兄弟（1967年5月20日） - 日野三次
- あゝ同期の桜（1967年6月3日） - Ｂ少尉
- 兄弟仁義 関東命知らず（1967年8月12日） - 三宅哲夫
- 人間魚雷 あゝ回天特別攻撃隊（1968年） - 広沢
- 博奕打ち 総長賭博（1968年）
- 博徒解散式 (1968年） - 沖仲仕
- 極道（1968年）
- 緋牡丹博徒 花札勝負（1969年）
- 日本暗殺秘録（1969年）
- 日本暴力団 組長と刺客（1969年）
- 渡世人列伝（1969年）
- 任侠興亡史 組長と代貸（1970年）
- 関東テキヤ一家 喧嘩火祭り（1971年）
- 傷だらけの人生（1971年）
- まむしの兄弟 お礼参り（1971年）
- 日本暴力団 殺しの盃（1972年）
- 極道罷り通る（1972年）
- 博奕打ち外伝（1972年）
- 昭和残侠伝 破れ傘（1972年）
- 仁義なき戦いシリーズ
  - 仁義なき戦い（1973年） - 岩見益夫
  - 仁義なき戦い 広島死闘篇（1973年） - 岩見益夫
  - 仁義なき戦い 代理戦争（1973年） - 岩見益夫
  - 仁義なき戦い 頂上作戦（1974年） - 岩見益夫
  - 仁義なき戦い 完結篇（1974年） - 水本登
- ポルノ時代劇 忘八武士道 (1973年)
- まむしの兄弟 刑務所暮し四年半（1973年）
- まむしの兄弟 恐喝三億円（1973年）
- 激突! 殺人拳（1974年） - 横山
- 山口組外伝 九州進攻作戦（1974年） - 笠滝夫
- 極道VSまむし（1974年）
- あゝ決戦航空隊（1974年）
- 脱獄広島殺人囚（1974年）
- 日本任侠道 激突篇（1975年）
- 県警対組織暴力（1975年）
- 日本暴力列島 京阪神殺しの軍団（1975年）
- 神戸国際ギャング（1975年）
- 極道社長（1975年）
- 新仁義なき戦い 組長の首（1975年）
- 実録外伝 大阪電撃作戦（1976年）
- 愉快な極道（1976年）
- 暴走パニック 大激突（1976年）
- 脱走遊戯（1976年） - 海南刑務所の看守長
- 沖縄やくざ戦争（1976年） - 平良
- 徳川女刑罰絵巻 牛裂きの刑（1976年）
- バカ政ホラ政トッパ政（1976年）
- 夜明けの旗 松本治一郎伝（1976年）
- やくざ戦争 日本の首領（1977年）
- ピラニア軍団 ダボシャツの天（1977年）
- 恐竜・怪鳥の伝説（1977年）
- 日本の仁義（1977年）
- ドーベルマン刑事（1977年） - 坊忠彦
- 日本の首領 野望篇（1977年）
- 柳生一族の陰謀（1978年）
- 日本の首領 完結篇（1978年）
- 野性の証明（1978年）
- 赤穂城断絶（1978年） - 近松勘六
- 真田幸村の謀略（1979年） - 望月六郎
- 魔界転生（1981年） - 彦作
- 燃える勇者（1981年） - 石井
- 制覇（1982年）
- 人生劇場（1983年）
- 南極物語（1983年）
- 序の舞（1984年） - 橋田雅雪
- 瀬降り物語（1985年）
- 夢千代日記（1985年）
- 刑事物語 くろしおの詩（1985年）
- 火宅の人（1986年）
- 極道の妻たち シリーズ
  - 極道の妻たちII（1987年）
  - 新極道の妻たち（1991年）
  - 極道の妻たち 決着（1998年）
  - 極道の妻たち 死んで貰います（1999年）
- 花園の迷宮（1988年）
- 華の乱（1988年）
- 激動の1750日（1990年）
- 民暴の帝王（1993年）
- 首領を殺った男（1994年）
- 新・第三の極道1・2（1996年） - 武侠会会長
- 新・第三の極道8 腐敗官僚VS裏盃の軍団（1998年） - 湊川組元若頭 熊沢了
- おもちゃ（1999年）
- 新・仁義なき戦い。（2000年）
- プウテンノツキ（2001年）
- 木屋町DARUMA（2015年）
- 味園ユニバース（2015年）- 佐藤耕太郎
- 海難1890（2015年）
- 多十郎殉愛記（2019年）

他

### テレビドラマ
- 用心棒シリーズ 俺は用心棒 第25話「幽明の町」（1969年、NET / 東映）
- ゴールドアイ 第5話「恐怖の遊戯」（1970年、NTV / 東映）
- 燃えよ剣 （NET / 東映）
  - 第23話「沖田総司」（1970年） - 野村利三郎
  - 第25話「シノビリカ」（1970年） - 野村利三郎
- 素浪人 花山大吉 第96話「渡し場は今日も雨だった」（1970年、NET / 東映）
- 銭形平次（CX / 東映）
  - 第260話「親子の絆」（1971年） - 番頭
  - 第369話「ただ一度の裏切り」（1973年） - 染八
  - 第624話「死の淵に立つ平次」（1978年） - 政
- 徳川おんな絵巻 第36話「姫君と用心棒」（1971年、CX / 東映）
- 忍法かげろう斬り 第10話「男が死ぬとき」（1972年、KTV / 東映）
- 眠狂四郎 第10話「荒野に女郎花が咲く」（1972年、CX / 東映）
- 大岡越前（TBS / C.A.L）
  - 第1部 第25話「纏女房」（1970年8月31日） - 臥煙
  - 第2部 第19話「新助そばの悲願」（1971年9月20日） - 役人
  - 第3部
    - 第12話「誘拐」（1972年8月28日） - 門番
    - 第16話「殺しの長脇差」（1972年10月2日） - 川並一家の子分

  - 第4部 第11話「かわうそ仁術」（1974年12月16日） - 処刑場の警護役人
  - 第5部 第2話「すり替えられた薬」（1978年2月13日） - 用人棒
  - 第7部 第20話「辞世に託した三千両」（1983年9月5日） - 富治
  - 第10部 - 才三
    - 第26話「辻斬り三葉葵の陰謀」（1988年8月29日）
    - 第27話「将軍吉宗暗殺計画」（1988年9月5日）

  - 第14部
    - 第3話「将軍様は金魚迷惑」（1996年7月1日）
    - 第8話「将軍狙った男の涙」（1996年8月5日） - 小出
    - 第20話「恥ずべき行い」（1996年11月4日） - 伊三次

  - 第15部 第9話「白洲に立った将軍様」（1998年11月2日） - 音蔵
- いただき勘兵衛 旅を行く 第6話「錆びた十手が泣いたとさ」（1973年、NET / 東映） - 定吉
- 必殺シリーズ（ABC / 松竹）
  - 助け人走る 第28話「国替大精算」（1974年） - 利平
  - 必殺仕置屋稼業 第9話「一筆啓上偽善が見えた」（1975年） - 清太
  - 必殺仕業人 第23話「あんたこの女の性をどう思う」（1976年） - 中間権九郎
  - 必殺からくり人・富嶽百景殺し旅 第8話「甲州犬目峠」（1978年） - 戸田猪之助
  - 翔べ! 必殺うらごろし 第21話「夜空を飛ぶ女が見た悪の罠」（1979年） - 石塚
  - 必殺仕事人 第50話「嘘技無用試し斬り」（1980年） - 瀬戸口左近
  - 新・必殺仕舞人 第7話「貝殻節は子捨て唄」（1982年） - 弁覚
  - 必殺仕事人III 第36話「ニセ占いで体力消耗したのは主水」（1983年） - 鉄仙
  - 必殺仕事人V・激闘編 第13話「主水の上司 人質になる」（1986年） - 甚十郎
  - 必殺仕事人V・風雲竜虎編 第15話「江戸大仏からくり開眼」（1987年） - 伝助
  - 必殺仕事人2009 第13話「給付金VS新仕事人」（2009）
- 次郎長三国志（1974年、NET / 東映）
- 水戸黄門シリーズ（TBS / C.A.L）
  - 第1部
    - 第10話「母恋い馬子唄 -松坂宿-」（1969年10月6日）- 若造
    - 第30話「上州からっ風」（1970年2月23日）- 辰三

  - 第5部
    - 第3話「命をかけた友情 -塩山-」（1974年4月15日） - 門番
    - 第12話「討たれに来た男 -京都-」（1974年6月17日）- 栄之進の手下
    - 第25話「黄門爆殺計画 -長崎-」（1974年9月23日） - 明国人・張畝中

  - 第6部
    - 第11話「黄門さまの縁むすび -出雲-」（1975年6月9日） - 伊豆屋の手下・粂八
    - 第28話「めぐり逢い -鎌倉-」（1975年10月6日） - 五郎造の子分

  - 第7部
    - 第3話「人情喧嘩まんじゅう -仙台-」（1976年6月7日）
    - 第4話「御用船大爆破!! -石巻-」（1976年6月14日） - 関所役人

  - 第14部 第32話「灘の庄助 なぜ酔っぱらう -灘-」（1984年6月4日） - 徳三
  - 第16部
    - 第3話「関所に巣喰う鬼退治 -箱根-」（1986年5月12日） - 雲助
    - 第22話「欲望渦巻く悪鬼の砦 -糸魚川-」（1986年9月22日） - 猟師

  - 第17部 第2話「血染めの直訴状 -八王子-」（1987年8月31日） - 鎌造の子分
  - 第18部
    - 第21話「化け猫の仇討ち -久留米-」（1989年2月6日） - 仁造の子分
    - 第26話「怨念渦巻く祭の宿 -豊川-」（1989年3月13日） - 目明かし

  - 第23部 第27話「酔いどれ男の恩返し -人吉-」（1995年2月13日） - 五三平
  - 第24部
    - 第13話「無念晴らした仇討ち旅 -高鍋-」（1995年12月11日） - 熊吉
    - 第28話「悪を砕いた世直し剣 -長岡-」（1996年4月8日） - 藤吉

  - 第25部
    - 第9話「瞼の父は銭の虫 -盛岡-」（1997年2月17日） - 兼七
    - 第16話「子供たちの恩返し -中津-」（1997年4月14日） - 行商人
    - 第32話「嫁と認めぬ頑固者 -八戸-」（1997年8月4日） - 北村伝九郎
    - 第37話「豪雨の旅籠の殺人事件 -上山-」（1997年8月4日） - 羽黒の権蔵

  - 第26部
    - 第5話「間違えられた黄門様 -広島-」（1998年3月9日） - 藤七
    - 第25話「母に背いた娘の涙 -中津-」（1998年8月10日） - 音造

  - 第27部 第9話「縁を結んだ南部駒 -盛岡-」（1999年5月17日）
  - 第28部
    - 第12話「女三人 崖っぷち勝負! -鳴海-」（2000年5月29日） - 虎吉
    - 第26話「暴君を斬る! 男の剣 -矢掛-」（2000年9月11日） - 供先侍

  - 第29部 第7話「笛の音哀しき上意討ち -姫路-」（2001年5月14日） - 瀨川主水
  - 第30部 第12話「古都に消えた! 双子の秘密 -京都-」（2001年5月14日） - 陰陽師
  - 第31部 第14話「白鷺城下の恩返し -姫路-」（2003年1月27日） - 島田
  - 第32部 第2話「妹想いの風来坊 -安中-」（2003年8月4日） - 奥田荘次郎
  - 第33部 第1話「将軍を狙った男 -駿府-」（2004年4月12日） - 大木
  - 第35部 第15話「波瀾万丈!お娟の休日 -飫肥-」（2006年杉田屋） - 杉田屋
  - ナショナル劇場50周年記念特別企画スペシャル （2006年3月13日） - 九兵衛
  - 第36部 第19話「浪花娘 情けの恩返し -高野山-」（2006年12月11日） - 新田の老僕
  - 第37部
    - 第11話「母と娘つないだ風車 -青森-」（2007年6月18日） - 居酒屋の親父
    - 第21話「おとぼけ主従の珍道中 -白石-」（2007年9月3日） - 親爺

  - 第38部
    - 第5話「暴れ若様 まかり通る -和歌山-」（2008年2月4日） - 旅籠の主人
    - 第17話「娘の涙は金の粒 -甲府-」（2008年5月12日） - 居酒屋の親父

  - 第39部
    - 第5話「ゴリ押し父子の悪企み -赤穂-」（2008年11月10日） - 市助
    - 第17話「闇夜に消えた?女たち -防府-」（2009年2月16日） - 茶店の主人

  - 第40部 第16話「質実剛健 わが道を行く -金沢-」（2009年11月23日） - 飯屋の親爺
  - 第43部 第9話「楓に惚れた手筒花火師 -吉田-」（2011年9月5日） - 親父
- 影同心 第19話「色の地獄は殺し節」（1975年） - 留吉
- 遠山の金さん 杉良太郎版 第1シリーズ（NET/東映）
  - 第4話「神隠しをあばけ！」（1975年）
  - 第50話「血染めの姉妹簪」（1976年）
  - 第68話「いかさま稼業」（1977年）
  - 第82話「三割三分三厘」（1977年）-勘定奉行 浜崎源之烝
- 前略おふくろ様 第2シリーズ 第21話（1977年、NTV） - 桜
- 桃太郎侍（NTV / 東映） ※高橋英樹版
  - 第14話「祭囃子に咲いた恋」（1977年） - 利助
  - 第88話「コロリと八つ手と鬼の面」（1978年）
  - 第92話「成田詣りで逢った女」（1978年） - 仙造
  - 第117話「男も惚れる千両役者」（1979年）
  - 第251話「昔も今もひとり花」（1980年）
- 太陽にほえろ!（NTV / 東宝）
  - 第334話「窓」（1978年）
  - 第383話「兄貴」（1979年）
  - 第696話「正面18度」（1986年） - 徳久
- 日本巌窟王（1979年、NHK） - 喜平次
- 大江戸捜査網（東京12チャンネル / 三船プロダクション）
  - 第376話「女の肌に染めた謎の十万両」（1979年）
  - 第445話「夜空に賭けた女の慕情」（1980年） - 弥吉
  - 第573話「妖艶! 熱い肌は殺しの匂い」（1982年） - 宅次
- ザ・スーパーガール （12ch / 東映） 
  - 第23話「暴力の街に女体を賭けろ」（1979年） - 城北市経理主任・河合
  - 第43話「トルコ嬢殺人事件」（1980年） - 前川
- 同心部屋御用帳 江戸の旋風IV 第12話「弁天様と石地蔵」（1979年、CX / 東宝） - 銀次
- 影の軍団 シリーズ(KTV / 東映）
  - 服部半蔵 影の軍団 第8話「潜入! 大奥の昼と夜」（1980年）
  - 影の軍団II 第11話「真夜中に上る死の煙」（1981年）- 野見山伝蔵
  - 影の軍団 幕末編 第1話「ヤンキー娘の大冒険」（1985年） - 甲賀の左源太
- 西遊記II 第24話「青狼魔王 満月への遠吠え」（1980年、NTV / 国際放映） - 三日月
- 暴れん坊将軍シリーズ（ANB / 東映）
  - 吉宗評判記 暴れん坊将軍
    - 第15話「春を呼ぶ藪医者」（1978年） - 治平
    - 第75話「失踪! 加納五郎左衛門」（1979年） - 作造
    - 第102話「悪党の首まで取った借金取り」（1980年） - 遊女屋の手代
    - 第142話「年の暮 新さん巷の煤払い」（1980年） - 神保
    - 第199話「最後に微笑った悪い奴」（1981年） - 田所数馬

  - 暴れん坊将軍II
    - 第1話「一番神輿が俺を呼ぶ!」（1983年） - 上原
    - 第31話「次郎吉 涙の恋泥棒!」（1983年） - 捨松
    - 第66話「纒に誓ったやせ我慢」（1984年） - 石岡主水正
    - 第88話「お上に怨みの逃がし屋稼業!」（1984年） - 鬼頭
    - 第108話「蛸さま命! の女剣士」（1985年） - 松本
    - 第133話「地獄の沙汰を待つ女!」（1985年） - 銀蔵
    - 第147話「つめたい春の夫婦花!」（1986年） - 島田
    - 第163話「のぞきは下手な鬼同心!」（1986年） - 伊勢屋の手代
    - 第170話「コソ泥入門！かあちゃんが欲しい」（1986年） - 銀太

  - 暴れん坊将軍III
    - 第17話「ちゃんにとどけ! 江戸ばやし」（1988年） - 利吉
    - 第53話「菊乱れる非情の剣」（1989年） - 熊三
    - 第74話「お葉せんせいの恋治療!」（1989年） - 上田大学
    - 第106話「激闘! 大阪城、吉宗に挑む豊臣一族!（スペシャル）」（1990年） - 佐平次
    - 第120話「地獄へ道連れ! 美女と将軍」（1990年） - 黒沢勇助

  - 暴れん坊将軍IV
    - 第21話「一大事! 花嫁は鬼っ子姫」（1991年） - 畑山
    - 第42話「女賞金稼ぎ子連れ旅!」（1992年） - 猪之助
    - 第55話「鳩笛慕情! 姫君の供は将軍さま」（1992年） - 伊東源之助
    - 第71話「謎! 流人船、いずこへ」（1992年） - 長次

  - 暴れん坊将軍V
    - 第9話「ろくでなし長屋殺人事件」（1993年） - 熊造
    - 第17話「剣も躍る! 阿波おどり」（1993年） - 久七
    - 第21話「毒牙を隠した花嫁」（1993年） - 佐渡吉
    - 第41話「対決! みちのく恋風剣法」（1994年） - 倉田勘兵衛

  - 暴れん坊将軍VI
    - 第13話「母と子の南部牛追い唄」（1995年） - 馬場
    - 第26話「吉宗、見参! 女剣士の挑戦状」（1995年） - 高井
    - 第34話「俺らの兄貴は上様だ!」（1995年） - 木田

  - 暴れん坊将軍VII
    - 第4話「花の吉原 空飛ぶおいらん」（1996年） - 丑三つ
    - 第18話「いなせ新さん、世直し道中」（1997年） - 本間喜八郎

  - 暴れん坊将軍IX
    - 第24話「涙の上州路 誉れの仇討ち」（1999年） - 宗兵衛

  - 暴れん坊将軍X
    - 第3話「禁じられた恋文! 罪深き女の一途な愛」（2000年） - 甲州屋嘉兵衛
- 松平右近事件帳 第11話「結ぶえにしのわらべ唄」（1982年、NTV / ユニオン映画） - 宿場役人
- 大河ドラマ（NHK）
  - 徳川家康（1983年） - 柘植三之丞
  - 琉球の風（1993年） - 文太
  - 北条時宗（2001年） - 少弐資能
- 長七郎江戸日記（NTV / ユニオン映画）
  - 第1シリーズ 第9話「風流悪人狩り」（1983年） - 半七
  - 第2シリーズ
    - 第16話「小鳥を愛した少年」（1988年） - 清七
    - 第42話「まかない屋おりき」（1989年） - 久太郎
- 大奥 第46話「女盗賊の冒険」（1984年、KTV / 東映） - 大川純典
- 新大型時代劇 / 宮本武蔵（1984年） - 太兵衛
- 京都マル秘指令 ザ新選組 第7話「山林王の未亡人から遺産28億円を奪うぞ!」（1984年、ABC / 松竹）
- 弐十手物語 最終話「越前、誘拐!三十一文字の謎」（1985年、CX / 東映）
- 火曜サスペンス劇場（NTV）
  - 五周年記念作品「夫を殺された二人の女」（1986年） - 刑事
  - 女弁護士・高林鮎子15「飛騨高山の女」（1994年）
- 三匹が斬る! シリーズ（ANB / 東映）
  - 三匹が斬る！
    - 第6話「鬼と呼ぶ、男に惚れて薄化粧」（1987年）- 吉蔵
    - 第12話「信濃路は、鯉や鯉やで恋わずらい」（1988年） - 村雨瑞賢

  - 続・三匹が斬る! 第4話「お七里の、イジメが元で不倫妻」（1988年） - 蟹蔵
- 現代恐怖サスペンス / ししゃもと未亡人（1987年） - 日本電力工事作業員
- 名奉行 遠山の金さん（ANB / 東映）
  - 第1シリーズ 第5話「闇のおんな仕事人」（1988年） - 伊三次
  - 第6シリーズ 第1話「（秘）大奥女中謎の死」（1994年6月9日） - 闇の久蔵
  - 第7シリーズ 第1話「徳川埋蔵金 赤い毒グモの秘密」（1995年） - 弥藤次
  - 第8シリーズ（遠山の金さんVS女ねずみ）
    - 第8話「謎!謎!! 白い肌の幽霊殺し」（1997年3月22日） - 吉蔵
    - 第20話「仕掛け花火の怪! 焼死体が歩く」（1997年7月5日） - 安蔵

  - 第9シリーズ（金さんVS女ねずみ）第21話「子連れ鬼女面盗賊」（1998年10月17日） - 銀助
- TBS大型時代劇スペシャル（TBS）
  - 織田信長（1989年）
  - 坂本龍馬（1989年）
  - 平清盛（1992年） - 俊寛
- 八百八町夢日記 （NTV / ユニオン映画）
  - 第1シリーズ 
    - 第1話「娘たちを追って」（1989年） - 山形屋番頭
    - 第23話「海が匂う客」（1990年） - 浅井屋彦十

  - 第2シリーズ 第17話「暗闘」（1992年）- 猿の仙次
- あいつがトラブル（1989年 - 1990年、CX / 東映） - 北山刑事
- 特警ウインスペクター 第11話「良太の初恋急行便」（1990年、ANB / 東映） - 神崎茂
- 豆腐屋直次郎の裏の顔（1990年 - 1992年、ABC]） - ロク(直次郎萩原健一の自営業仲間)
- 将軍家光忍び旅 （ANB / 東映）
  - 第1シリーズ 第17話「とんだ埋蔵金騒動」（1990-91年） - 鯨井松太郎
  - 第2シリーズ 第17話「絹の村、引き裂かれた夢」（1992-93年） - 山上典膳
- 愛という名のもとに （1992年、CX）
- 土曜ワイド劇場（ANB）
  - 混浴露天風呂連続殺人10（1991年） - 編集長
  - タクシードライバーの推理日誌19（2004年） - 安永泰三
  - 東京駅お忘れ物預り所5（2012年） - 土産物屋
  - ドクター彦次郎（2015年 - ） - 近藤治
- 銭形平次 第4シリーズ 第9話「殺しの絵図」（1994年、CX / 東映） - 源三※北大路欣也版
- 江戸を斬るVIII（TBS / C.A.L） ※里見浩太朗版
  - 第16話「幼馴染が悪の手先」（1994年） - 小山一作
  - 第24話「贋金の夢を見た」（1994年） - 鮫七
- 隠密奉行朝比奈 第2シリーズ 第9話「長崎平戸 森に潜む魔神」（1999年、CX / 東映）-役人
- 八丁堀の七人 第10話「北町同心VS火盗改め、切腹覚悟の大勝負!!」（2000年）
- おみやさん（2002年、ANB / 東映） - 福島重夫 役
- 銭形平次 第2シリーズ 第9話「最期の激闘!絶体絶命、下手人は笹野!!」（2005年）- 繁三 ※村上弘明版
- 逃亡者 おりん 第6話「雨の親子情話」（2006年、TX / C.A.L） - 佐平 役
- お江戸吉原事件帖 第1話「夜叉になります四人雀」（2007年、TX / C.A.L）
- 相棒 season8 第10話「特命係、西へ!」（2010年1月1日、EX / 東映） - 上杉刑事（京都府警） 役
- タクシードライバーの推理日誌
  - 第19作「死体を連れた幻の乗客!?」（2004年）- 安永泰三（着物作家） 役
  - 第26作 (2010年) - 矢口栄次（京都府警） 役
- ドラマスペシャル / SP〜警視庁警護課（2011年10月8日、EX / 東映） - 野上勘三 役
- 警視庁捜査一課9係 season8 第5話「殺人生原稿」（2013年8月7日、EX / 東映） - マスター
- 伝七捕物帳（2017年、NHK BSプレミアム） ‐ 板倉屋彦右衛門 役

他